# Фаньшимань
Фаньшимань, Фань Ши-мань, Фаншиман или Фаньмань — великий царь древнего камбоджийского государства Фунань (Бапном), правивший в 1-й четверти III века, основатель династии Фань. Будучи полководцем династии Хунь, был избран на престол после смерти царя Хуньпаньпаня.